# Nicky Byrne
Nicholas Bernard James Adam McGarry Byrne Jr. (sinh 9 tháng 10 năm 1978 ở Dublin) là thành viên lớn tuổi nhất của nhóm nhạc pop Ailen nổi tiếng, Westlife.

## Sự nghiệp đá bóng
Byrne từng là cầu thủ bóng đá chơi cho Home Farm F.C. và St. Clemintines Boys F.C. ở Bắc Dublin. Anh trở thành một cầu thủ bóng đá chuyên nguyệp, và tham gia Leeds United làm thủ môn năm 1995, đội đã chiến thắng trong FA Youth Cup năm 1997.
Anh chơi cho Leeds trong hai năm, rời đội khi hợp đồng hết hạn tháng 6 năm 1997. Anh từng đá trong một trận dự bị cho Scarborough F.C. và trong một trận đấu thử với Cambridge United trước khi trở về tham gia câu lạc bộ Dublin. Sau đó anh ký hợp đồng với đội Cobh Ramblers rồi St. Francis F.C., tất cả đều ở Eircom league của Ai-len.

## Sự nghiệp ca hát
Năm 1997, anh tham gia thử giọng cho một nhóm nhạc Ai-len mới, nơi anh đã được phát hiện bởi quản lý của nhóm Boyzone, Louis Walsh. Và Walsh mời anh tham gia vào dự án mới của ông, Westlife. Anh là thành viên của Westlife cùng với Kian Egan, Mark Feehily, Shane Filan và Brian McFadden.
Album đầu tiên của anh cùng Westlife phát hành tháng 11 năm 1999, có tên Westlife. Cùng với Westlife, Byrne đã có 14 bài hát và 7 album đứng ở vị trí số 1 ở Vương quốc Anh, bán được 40 triệu bản trên toàn thế giới.
Byrne cũng là đồng tác giả của một vài bài hát cùng với các thành viên của nhóm, trong dó có:
- Nothing Is Impossible
- Don't Let Me Go
- When You Come Around
- Imaginary Diva
- Reason For Living
- Crying Girl
- You Don't Know
- Never Knew I Was Losing You
- Where We Belong
- Singing Forever
- I Won't Let You Down
- You See Friends (I See Lovers)
- I'm Missing Loving You

## Gia đình
Anh đã cưới người bạn thân từ thời nhỏ Georgina Ahern. Nghi lễ đã được tiến hành thứ bảy, mùng 9 tháng 8 ở nhà thờ Roman Catholic ở Gallardon, Eure-et-Loir, Pháp.
Georgina sinh ra 2 đứa con trai sinh đôi Rocco Bertie Byrne và Jay Nicky Byrne ngày 20 tháng 8 năm 2007, cô đã đẻ non 6 tuần. Rocco và Jay were được rửa tội vào ngày 15 tháng 7 năm 2007 tại nhà thờ Thánh Sylvester ở Malahide, Dublin.
Cha mẹ đỡ đầu của Jay là chị gái của Nicky, Gillian Byrne và chồng cô, Mark Gallagher; còn của Rocco là chị của Georgina, Cecelia Ahern và anh trai Nicky, Adam Byrne.